# おしかけツインテール
『おしかけツインテール』は、高津ケイタによる日本の4コマ漫画作品。芳文社の『まんがタイムファミリー』誌上に2014年9月号よりゲスト掲載を経て2018年5月号の同誌休刊まで連載し、以降は同社姉妹誌の『まんがタイムオリジナル』へ移籍し、2023年7月号まで連載した。また、不定期で姉妹誌の『まんがタイムジャンボ』、『まんがタイムスペシャル』に出張ゲストとして時系列的に本編第1話以前にあたるエピソード等が掲載。

## あらすじ
デイトレードで収入を得ながら広々とした屋敷で気ままな一人暮らしを謳歌するネオニートの新田俊郎は、ある日突然、母親からの電話で近くの高校へ進学する親戚の女の子とその母親の美人母娘に転居先として俊郎の暮らす屋敷の離れを紹介したと伝えられる。
最初は戸惑う俊郎だったが、しっかり者で頑張り屋な世話焼き女子高生の花梨を自分にできることで応援したい気持ちもあって二人の居候を受け入れ、それ以来、それまでの日常とは全く違う賑やかな3人の共同生活の日々が始まった。

## 登場人物

### 主な登場人物
朝比奈 花梨（あさひな かりん）
高校進学を機に母親と共に親戚である新田俊郎邸の離れに居候することになった女の子。作品タイトルは彼女の普段の髪型に由来する。
小柄な容姿を周囲からは大抵の場合好意的に評価されているが、本人はやや気にしている。
幼少時より生活のために仕事で奔走する母親の代わりに家事一切、及び家計のやりくりなど家庭内のことは全て彼女が取り仕切っていたため非常にしっかりしているが、反面、高価なデリバリー食品や洗濯代行など、彼女自身が贅沢と思っているものや有料サービスに対しては反射的な拒絶反応を示す頑なな部分もある。サンタクロースは中学1年まで信じていた。
好きな食べ物は、必需品ではないという理由から普段は控えているが、アイスクリーム。特に中学生時から、ある件を切っ掛けに特別な時に食べるものとして思い入れがある。
感情の表現として猫耳と尻尾がたびたび描かれ、料理の際に包丁を使うときのネコの手を説明しようとして思わずポーズまで取ってしまうなど、性格・行動的に猫を連想させる描写が多数。
休日でも服装は概ね学校の制服で過ごす。私服も所有しているが自前のものは価格重視で、さらに物持ちがとても良い。入学祝いとして俊郎から贈られた服は家事で汚れることを懸念して主に外出着として使用している。
学業、スポーツ共に成績優秀。しかし、家事の優先と商店街で行われる夕方のタイムセール参加のため、部活動には所属していない。家事スキルの中でも特に料理の腕は、少々レパートリーが家庭料理寄りではあるものの部活動見学や文化祭、アルバイト等でたびたび発揮され、高い評価を得ている。
値切りの認められている場所では容赦のない交渉をするので、日常的に彼女の相手をする商店街の店主たちには非常に恐れられている。通常では手が出ない高級品などをセールやバーゲンなど限られた機会を逃さず獲得することに高揚感を見出すため、優待割引チケット等で苦労なくそうしたものが手に入る状況になると物足りなさを感じたり、売り場でチケットよりも低い割引率であるバーゲン品の呼び込みが気になって、却って疲弊する。
家主の俊郎に対しては、浮世離れした生活態度や放埓な金銭感覚などに手を焼く一方で、現在の生活を送る上で最も重要な恩人であることと、経験を積み、それに基づく自身の考えを持つ年長者であることに敬意を持っている。
コンピューターゲームに対しては俊郎のスマートフォン向け作品での有料抽選への課金状況などの印象からやや否定的だが、90年代前半に流行していたカートリッジ式ソフトを使用する機種風な据え置き機用のレトロ作品には興味を示し、そのリメイクや移植などはスマートフォン向けアプリゲームでもプレイする。アクションゲーム等では操作に合わせて体が一緒に動いてしまうタイプ。
新田 俊郎（にった としろう）
株式投資とFXで収入を得ながら広大な屋敷で気ままな一人暮らしを送っていたら、ある日突然、母親の紹介でやってきた親戚の美人母娘と同居することになってしまったひきこもりのネオニート。
顔は目元辺りまで前髪で隠れ、服装は同じものを10着ほど所持しているという高級ブランド品を一見地味なコーディネートで着回す。花梨の友人たちには、だらしない身なりから朝比奈家の使用人だと思われていた。やや吃音症気味な口調で話す。
投資で多額の収入を得る経済的成功者だが、過去に収入が増えた途端に態度を変える周囲の人間に不信感を抱き、実家を出てあまり他者と接することなく暮らしていた。
性格はおとなしく善良ではあるものの、生活態度や習慣は不精気味。朝比奈母娘との初対面時にはインターネット通販サイトAmazingの配送用梱包箱を頭に被って応対したり、外出時でも対人で疲労すると試着室の中などにひきこもってしまったりと、とにかく人に会うのが極端に苦手。当初は家の外に連れ出されることを嫌がる様子が散歩に行きたくない犬風に描かれていた。
朝比奈母娘と共同生活を送るうちに少しずつ、特に花梨と一緒にいればそれなりに人出のある場所でも過ごせるようになってきたが、面識のない相手との会話や知らない場所への外出などで体力と精神力を消耗する描写が頻繁に見られる。しかし、ある程度知っている相手ならばそれほど気にならない様子で、一度会話を交わした相手とは以後もLINEやメールなどでやり取りをしたり、自分から相手の経営する店舗等を訪れたりもする。また、初対面でも同じ深夜アニメ作品のファン同士と知って意気投合することもある。
花梨の家庭料理を気に入っているが、宅配ピザやスナック菓子、清涼飲料水などのジャンクフードも好物。それらは花梨が好い顔をしないため、なるべく彼女が学校に行っている間などの一人の時間に楽しんでいる。
子供のころの夢はゲームクリエイター。そちらは叶わなかったが、今でもコンピューターゲーム全般への興味は失っておらず、新旧問わずに様々なタイトルをプレイしている。
腕立て伏せを1回も達成できない、走ることを想像しただけで足が攣るなど、徹底して運動が不得意なインドア派。
朝比奈 八重（あさひな やえ）
娘の高校進学を機に親戚である新田俊郎邸の離れに母娘ともども居候することになった、花梨の母親。勤め先では主任のポストで仕事に励むキャリアウーマンだが、家にいる際に多く見られる描写はアルコールが入っているかコタツ等でゴロゴロしているか、休みの日などは一日中寝ていることもあり、プライベートは少々だらしない。
高めの身長にグラマラスな体形、癖のある髪、家事全般が苦手と、娘の花梨とは一見しただけでは外見、性格共にあまり似ていないが、料理の話でネコの手と聞いて猫のポーズをとったりと、咄嗟の発想などには共通するものが見られる。
料理の腕前は辛うじて食べられないことはない程度の不味さで、見た目に関してもタコさんウインナーが恐怖で夢に現れる外見になるなど些か独特だが、それが本来作ろうとしていたものとかけ離れていることは当人も自覚している。
娘思いのよき母親だが、週に一度は酔態で帰宅し、アルコールが入っていると帰り道にある店舗の立て看板などを持ち帰って話し掛けたりするといった、酔客にお約束の奇行が見られる。また、完全な酩酊状態では写植からは発音さえ定かではない謎の言語を発する。
同居するまで俊郎との面識はなかったようだが、物語の開始以前から俊郎の母親と電話でやり取りしていた様子が回想などで描かれている。

### 花梨の学校関係者
橘 由利（たちばな ゆり）
花梨のクラスメイト。明るく元気、運動が得意で勉強は苦手。部活動はバスケットボール部に所属。
カラオケでは生まれる前に放映されたロボットアニメの主題歌を歌い、本放送当時の本編映像が使用されていることに喜んでいた。
花梨同様、小柄な体形を気にしている。
白鳥 美代（しらとり みよ）
花梨のクラスメイト。いつも優しく微笑んでいるが、怒ると容赦ない。部活動は料理部に所属。
甘いものに目を輝かせ、自身も料理をするが、花梨たちとは逆の意味で体形を気にしているらしく、時折ダイエットの話題が出る。
2年生に進級した際、髪型をそれまでのストレートからシニヨンに変えた。
神崎 瑠璃（かんざき るり）
花梨のクラスメイト。リッチでセレブ、振る舞いや言葉遣いまでテンプレートなお嬢様。部活動はチアリーディング部に所属。花梨に同性の友人として以上の好意を抱いており、それは周囲にもだだ漏れ。ある事情からプールが苦手だったため、泳ぎに関しても不得意であったが、花梨たちと交流する中で犬かきを習得する。ちなみに花梨もプレイするネトゲのキャラ「黒百合の騎士」の中の人。
佐々木 杏夏（ささき あんな）
花梨の中学時代のクラスメイト。初対面など交流の浅い相手の前ではおとなしいものの、親しくなるとややツンツンした態度になる傾向あり。
花梨が特待生推薦のため県外の高校に進学したので中学校を卒業した後は互いに会えずにいたが、高校の2年生から親の仕事の都合によって花梨たちの暮らす街へ転居してきた。
学業の成績は優秀だが、花梨になかなか勝てない。
木崎（きさき）
料理部の部長。男性関係で苦い記憶があるらしい。1年生のころからファミリーレストラン『ジョンソン』でアルバイトをしている。
萩原（はぎわら）
生徒会副会長。3年生。留学中の会長から指令を受け取り、校内の生徒会業務をこなす。
池澤 花（いけざわ はな）
花梨たちのクラスの担任教師。スタイルがよい美人。バスケットボール部の顧問も担当。1年生時の年齢は28歳。思い切ってとても大胆な水着を買ってみたりはするものの、実際には恥ずかしくてとてもじゃないが着る事は出来ない比較的常識人。
自分の名前を気にしている様で、下の名前で呼ばれることを嫌がる。唯一の得意料理は「甘辛豚肉炒めのっけ丼」※ソレしか出来ない。
吉岡（よしおか）
2年生では花梨たちとは違うクラスの担任教師。眼鏡にストレートロングの髪。常に真顔なので発言の真意を測りかねる部分がある。
自分の年齢が結婚適齢期を過ぎかけており、結構気にしている。

### その他
石村（いしむら）
俊郎がフリーマーケットに出品したグッズが元で意気投合した老紳士。
ファン歴11年に及ぶ『真星タイタニア』という深夜アニメのマニアで、俊郎とはゲームなどでも話題が合うらしく、フリーマーケット後もたびたび登場する。
平山（ひらやま）
5歳の娘、育美の野菜嫌いを克服するため、学園祭で花梨のクラスの執事喫茶にやってきた母娘。それ以来、育美は花梨にとても懐いている。
父娘でスマートフォン向けアプリゲーム『つくもコレクション』をプレイしている。
柴山（しばやま）
神崎家の執事。整った白髪と口髭、片眼鏡の老紳士。
菫（すみれ）
花梨と杏夏の中学生時の知り合い。花梨たちのクラス担任「池澤 花」の実妹で、高校の生徒会長。年齢は二人の一つ上だが、ある点 (胸部) において二人からは疑問を持たれている。杏夏との初対面時は高校1年生だが、自宅謹慎中だったため平日なのに私服姿だった。
ドレッサの店長
花梨たちの暮らす町の隣駅にある「ブティックショップ ドレッサ」の店長。落ちない客はいないと言われるセールストークの持ち主だが、それが発揮されるのは限られた容姿を備えた女性客に対してのみらしい。
青果店の店主
日常的に花梨の値切り交渉に応じる、商店街にある青果店の主人。
生業以外でも花梨の値切り交渉に遭遇しがち。

## 舞台・用語等
花梨たちの通う高校
校名は不明。資産家の息女が多く通う女子校。私立で中高一貫だが、花梨のように途中から編入してくる生徒もいる。
修学旅行は中高共に海外。
ブティックショップ ドレッサ
花梨たちが暮らす町の隣駅にあるブティック。店舗ブログには店長一押しの写真がアップロードされている。
レストラン ISHIMURA
花梨のテーブルマナー練習のために俊郎が予約したレストラン。料理そのもの以外にも、食事をする空間を演出する要素として様々なものが互いに主張しすぎずに店内を飾る高級店。
デスアメーバーフィギュア
俊郎がフリーマーケットに出品した、かつてカルトな人気を得た往年の深夜アニメ『真星タイタニア』のドラマCD予約特典として生産されたフィギュア。中でも蓄光版は100個のみの限定生産のためファンには垂涎の品で、石村が俊郎から譲り受けた際に支払った金額は花梨を驚かせた。
なお、番組内でのデスアメーバーは、主人公にとって非常に思い入れのあるものだという。
つくもコレクション
カメラで現実世界にある道具などを映すとゲーム内に現れる「つくモン」と呼ばれる付喪神をモチーフにしたキャラクターを捕獲、収集するスマートフォン向けアプリゲーム。ユーザー同士、育成したつくモンで対戦することもできる。
石村や平山父娘などもプレイしており、限定つくモンを入手できるイベント時には、公式によって指定されたスポットが混雑するほどの人気。
くもりのちはれ
過去に流行したハードで発売されたパズルゲーム。現在はスマートフォン向けにリメイクされたものが配信されている。
画面内の雲を動かしながら同じ種類を４つ繋げて消してゆく内容で、プレイ後に空を見るとついゲームを連想してしまうほど中毒性が高い。
ハッピー・マイタウン
過去に流行したハードで発売されたシミュレーションゲーム。
市長の立場で架空の街を運営するシステムだが、街が発展すると様々な理不尽なトラブルが起こり、その対応によってシナリオが予想外に分岐する。
タイガー&ドラゴン
過去に流行したハードで発売された対戦型格闘アクションゲーム。現在も根強い人気がある。
通常の必殺技に加えて、残り体力が少ない状況では高威力な奥義が出せる。

## 書誌情報
- 高津ケイタ『おしかけツインテール』 芳文社〈まんがタイムコミックス〉、全8巻
  1. 2016年3月22日発行（2016年3月7日発売）、ISBN 978-4-8322-5465-7
  2. 2016年12月22日発行（2016年12月7日発売）、ISBN 978-4-8322-5543-2
  3. 2017年10月22日発行（2017年10月7日発売）、ISBN 978-4-8322-5630-9
  4. 2018年12月21日発行（2018年12月6日発売）、ISBN 978-4-8322-5734-4
  5. 2020年4月22日発行（2020年4月7日発売）、ISBN 978-4-8322-5786-3
  6. 2021年5月22日発行（2021年5月7日発売）、ISBN 978-4-8322-5828-0
  7. 2022年5月21日発行（2022年5月6日発売）、ISBN 978-4-8322-5867-9
  8. 2023年7月21日発行（2023年7月6日発売）、ISBN 978-4-8322-5906-5